# Волшебник Изумрудного города (фильм, 1994)
«Волше́бник Изумру́дного го́рода» — экранизация Павла Арсенова, ставшая его последней работой и единственным постсоветским фильмом, снятым по мотивам одноимённой сказки Александра Волкова, основанной на переработке сказки Фрэнка Баума «Удивительный Волшебник из Страны Оз». Фильм целиком был снят в декорациях без каких-либо натурных съёмок. Премьера состоялась 7 января 1997 года на ОРТ.

## Сюжет
Страшный ураган, вызванный злой ведьмой Гингемой, чтобы убить людей, уносит Элли и её верного друга Тотошку в Волшебную страну. Смелая девочка вместе с Тотошкой, а также обитателями Волшебной страны — пугалом Страшилой, Железным Дровосеком и Трусливым Львом — отправилась в Изумрудный город к волшебнику Гудвину, чтобы попросить его исполнить их желания. Только он сможет помочь Элли вернуться домой и исполнить по одному желанию каждого из её друзей. Но сначала они должны победить злую колдунью…
На пути героев будет подстерегать множество препятствий, но после всевозможных приключений они, наконец, попадут в Изумрудный город, где встретятся с Великим и Ужасным Гудвином.

## В ролях
- Катя Михайловская — Элли
- Вячеслав Невинный — Страшила
- Евгений Герасимов — Железный Дровосек
- Вячеслав Невинный-младший — Трусливый Лев
- Виктор Павлов — Гудвин
- Валерий Носик — Людоед
- Наталья Варлей — Бастинда / Гингема
- Ольга Кабо — Анна, мама Элли / Стелла
- Сергей Варчук — вождь Летучих Обезьян Уорра
- Владимир Антоник — Ураган
- Борис Щербаков — стражник Изумрудного Города
- Александр Леньков — Тотошка (озвучивание, в титрах не указан)
- Армен Джигарханян — эпизод (в титрах не указан)

## Съёмочная группа
- Автор сценария: Вадим Коростылёв
- Режиссёр: Павел Арсенов
- Оператор: Инна Зарафьян
- Художники: Владимир Птицын, Виктор Сафронов, Николай Емельянов
- Композитор: Евгений Крылатов
- Постановщик трюков: Олег Корытин

## Призы и награды
Номинация на кинопремию «Ника» 1994 года в категории «Лучшая работа художника по костюмам».

## Отличия от книги
- Фильм, в отличие от книги, укорочен: отсутствуют один из двух оврагов, река и путешествие к Стелле. Также не показаны Марраны и Мигуны.
- Отсутствует эпизод падения домика на Гингему, об этом только рассказывается.
- Встреча со Львом происходит сразу после встречи со Страшилой, а не после встречи с Железным Дровосеком.
- В книге Бастинда была страшной одноглазой старухой, а в фильме обладала обоими глазами и даже оказалась вполне симпатичной.
- В фильме Людоед и саблезубые тигры подчиняются Бастинде — в книге они действовали независимо от неё.
- В фильме Тотошка является детёнышем комондора.
- Бастинда перехватывает Элли по дороге в Изумрудный город, в то время как в книге Элли и её друзья были посланы бороться против Бастинды Гудвином.
- Страж ворот представляет собой нечто среднее между Фарамантом и Дином Гиором.
- Зелёные очки отсутствуют.
- Уорра и его подчинённые были превращены в Летучих обезьян Бастиндой, а с её смертью расколдовались; в книге они всегда были летучими обезьянами. Возможно, они же тайком восстановили Страшилу и Железного Дровосека — в книге их восстанавливали Мигуны.
- Замок Бастинды рушится с её смертью — в книге такого не было.
- Стелла прибывает в Изумрудный город специально, чтобы помочь Элли — в книге друзья долго идут к ней.
- В фильме Гудвин не использует манекен русалки, чучело страшного зверя и шар из ваты, только голову.
- Гудвин в фильме так и не покидает Изумрудный город; в книге он улетает на воздушном шаре. При этом Гудвин в фильме, как и в книге, только выдаёт себя за волшебника.